# Unigenes
Unigenes es un género de plantas monotípico perteneciente a la familia Campanulaceae. Contiene una única especie: Unigenes humifusa (A.DC.) E.Wimm.. Es originaria de la Provincia del Cabo en Sudáfrica

## Taxonomía
Unigenes humifusa fue descrita por (A.DC.) E.Wimm. y publicado en Ann. Naturhist. Mus. Wien 56: 374 1948.
Sinonimia
- Mezleria humifusa A.DC. in A.P.de Candolle, Prodr. 7: 351 (1839).
- Dortmannia humifusa (A.DC.) Kuntze, Revis. Gen. Pl. 2: 972 (1891).
- Lobelia disperma E.Wimm. in H.G.A.Engler (ed.), Pflanzenr., IV, 276b: 606 (1953[4][5]